# Forum Geometricorum
Forum Geometricorum: A Journal on Classical Euclidean Geometry はユークリッド幾何学に特化した、査読付きのオープンアクセスの学術雑誌である。
2001年に設立され、フロリダ・アトランティック大学から出版された。Mathematical ReviewsやzbMATHにも索引されている。創刊編集長はフロリダ・アトランティック大学の数学教授、保羅姚（パウル・ヨウ）である。
2019年、保羅姚の引退を受け、Forum Geometricorumは最終号を発刊し、投稿の受付を停止したが、バックナンバーは未だ入手可能である。

## 編集者

### Advisors
- ジョン・ホートン・コンウェイ
- ジュリオ・ゴンザレス・キャビヨン（Julio Gonzalez Cabillon）
- リチャード・ケネス・ガイ
- クラーク・キンバーリング（英語版）
- Kee Yuen Lam
- Tsit Yuen Lam(en)

### Editors
- Eisso J. Atzema
- ローランド・エディ（Roland Eddy）
- ジャン＝ピエール・エールマン（Jean-Pierre Ehrmann）
- クリス・フィッシャー（Chris Fisher）
- ベルナール・ジベール（Bernard Gibert）
- Antreas P. Hatzipolakis
- Michael Lambrous
- フロアー・ヴァン・ラモン（オランダ語版）
- Fred Pui Fai Leung
- ダニエル・B・シャピロ（Daniel B Shapiro）
- Man Keung Siu
- ピーター・ウー（Peter Woo）
- リエウ・ジョー（Li Zhou）

### Technical Editors
- ユアンダン・リン（Yuandan Lin）
- Aaron Meyerowitz
- Xiao-Dong Zhang

### Consultants
- フレデリック・ホフマン（Frederick Hoffman）
- ステファン・ロック（Stephen Locke）
- Heinrich Niederhausen

## 主な投稿者
Wikipediaの記事で言及があるか、Forum Geometricorumに4回以上の参加をした投稿者などを載せる。
- Sadi Abu-Saymeh
- ロジャー・チャールズ・アルペリン
- ドリン・アンドリカ（Dorin Andrica）
- トム・アポストル
- Eisso J. Atzema
- ジャン＝ルイ・エーメ（Jean-Louis Ayme）
- ミシェル・バタイユ（Michel Bataille）
- ベンツェ・ミハイ（ハンガリー語版）
- Yaroslav Bezverkhnyev
- アリエ・ビアウォストツキ（英語版）
- ロバート・ボッシュ（Robert Bosch）
- Wladimir G. Boskoff
- オーネ・ボッテマ（オランダ語版）
- クリストファー・ブラッドリー（Christopher Bradley）
- クアン・トゥアン・ブイ（Quang Tuan Bui）
- スティーブ・バトラー
- ズボンコ・セリン（Zvonko Cerin）
- Telv Cohl
- Eric Danneels
- ダオ・タイン・オアイ（Dao Thanh Oai）
- Nikolaos Dergiades
- レフ・エメリャノフ（Lev Emelyanov）
- タチアナ・エメリャノワ（Tatiana Emelyanova）
- ローレンス・S・エヴァンス（Lawrence Evans）
- アンヌ・フォンテーヌ（Anne Fontaine）
- William N. Franzsen
- Francisco Javier Garcia Capitan
- John F. Goehl, Jr.
- ルイス・ゴンザレス（Luis Gonzalez）
- Darij Grinberg
- Mowaffaq Hajja
- ジャン・クリスティアン・ハウグランド（ノルウェー語版）
- アルブレヒト・ヘス（Albrecht Hess）
- クルト・ホフシュテッター（ドイツ語版）
- アラン・ホロウィッツ（Alan Horwitz）
- スーザン・ハーレー（Susan Hurley）
- 伊藤 直治
- Martin Josefsson
- ヒュープ・ファン・ケンペン（Huub van Kempen）
- キシュ・シャーンドル（ハンガリー語版）
- 小林 健太
- Anna S. Kuzmina
- Shao-Cheng Liu
- ジョバンニ・ルッカ（Giovanni Lucca）
- Maria Flavia Mammana
- タウフィーク・マンスール（英語版）
- Biagio Micale
- Douglas W. Mitchell
- Mamikon Mnatsakanian(en)
- スタニスラフ・モルチャノフ（英語版）
- ピーター J.C.モーゼス（Peter J. C. Moses）
- Alexei Myakishev
- クォア・ルー・グィエン（Khoa Lu Nguyen）
- Gregoire Nicollier
- ジョー・ニーマイヤー（英語版）
- ボリス・オデーナル（Boris Odehnal）
- 奥村 博
- オラー＝ガル・ロバート（ハンガリー語版）
- Victor Oxman
- パリス・パンフィロス（Paris Pamfilos）
- シリル・パリー（Cyril Parry）
- Mario Pennisi
- Manfred Pietsch
- Cosmin Pohoata
- スタンレー・ラビノビッツ（Stanley Rabinowitz）
- ウィルフレッド・レイエス（Wilfred Reyes）
- 齋藤 三郎
- ファン・カルロス・サラザール（Juan Carlos Salazar）
- K. R. S. Sastry
- 佐藤 健治
- Mark Shattuck
- ジェフ・スミス（英語版）
- ジョセフ・シュテルン（Joseph Stern）
- Milorad R. Stevanovic
- ウォールター・ウィルソン・ストサーズ（英語版）
- Bogdan D. Suceava
- Charles Thas
- チャン・クアン・チュン（Quang Hung Tran）
- マーシャル・アンガー
- 渡邉 雅之
- ピーター・イフ（Peter Yff）

## 関連
- International Journal of Geometry